# Aloe boastii
Aloe boastii é uma espécie de liliopsida do gênero Aloe, pertencente à família Asphodelaceae.